# Bernard Grün
Bernard Grün, född 11 februari 1901 i Strasch, död 28 december 1972 i London, var en österrikisk-brittisk kompositör och dirigent.
Han komponerade bland annat operetterna Balalajka och Gaby.